# Bergisches Museum für Bergbau, Handwerk und Gewerbe

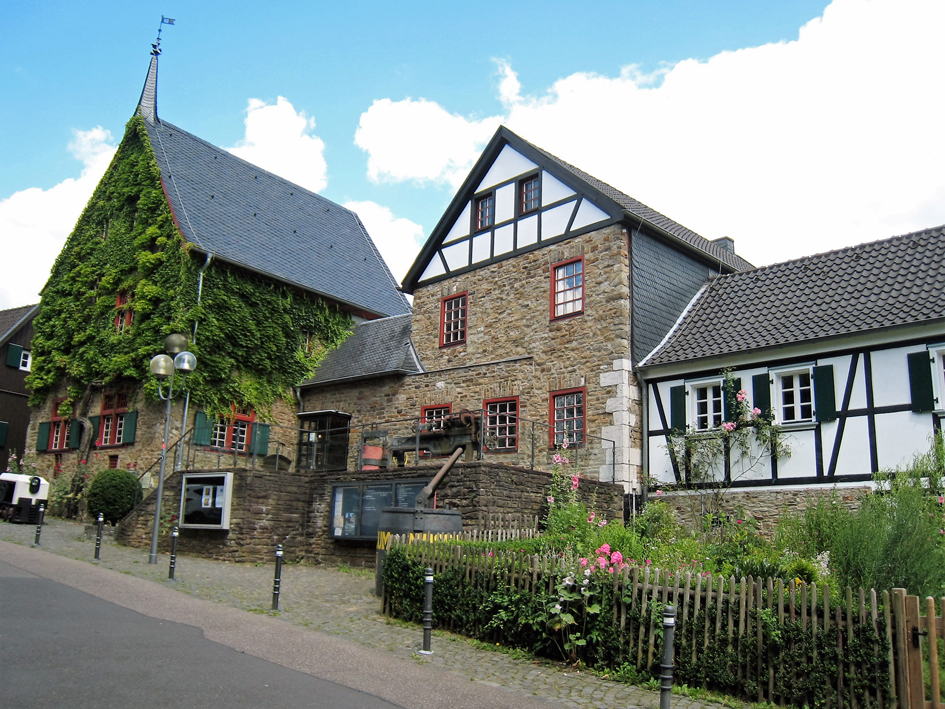
Bergisches Museum für Bergbau, Handwerk und Gewerbe, Hauptgebäude, Burggraben 17–21

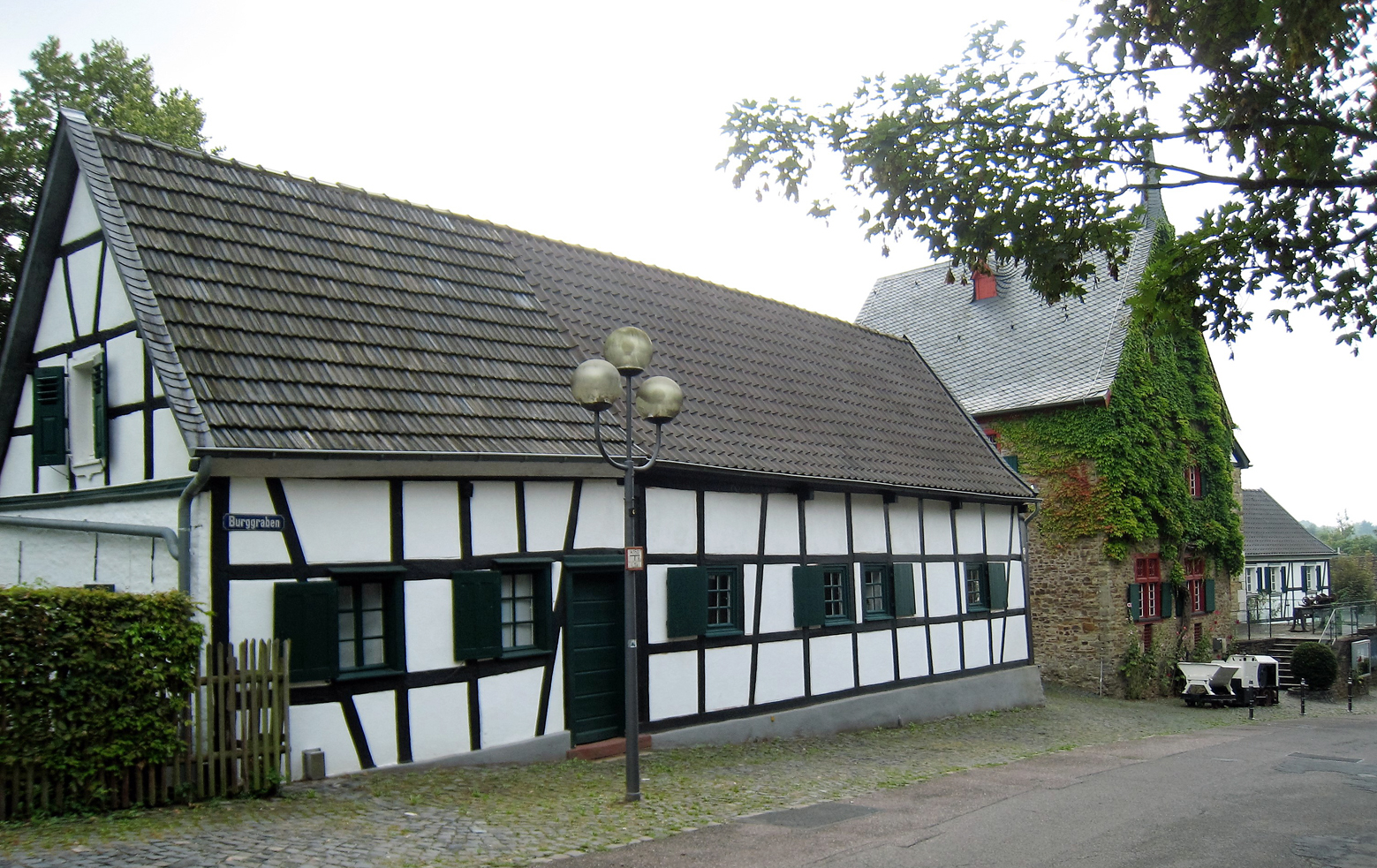
Verwaltung, Schulklasse und Bandweberei, Burggraben 9–13

Das Bergische Museum für Bergbau, Handwerk und Gewerbe in Bergisch Gladbach widmet sich besonders dem früheren Erzbergbau im Bensberger Erzrevier und den handwerklich-ländlichen Lebensformen der heimischen Bevölkerung, wie sie gelebt und gearbeitet hat. Dabei liegt der Schwerpunkt auf dem 19. und frühen 20. Jahrhundert. Träger ist die Stadt Bergisch Gladbach.

## Geschichte
Im Mai 1927 beschloss man, „das erste Museum im (damaligen) Kreis Mülheim“ zu gründen. Man trug entsprechende Exponate zusammen und konnte das Museum bereits ein Jahr später am 31. März 1928 seiner Bestimmung übergeben. Es war zunächst im ehemaligen Waschsaal des bis 1918 als Kadettenanstalt genutzten Bensberger Schlosses untergebracht. Richard Zörner richtete seit 1929 in dem inzwischen freigewordenen alten „Türmchenhaus“ auf dem Burggraben 17 in Bensberg das heute noch vorhandene Schau-Bergwerk ein. Es hatte bis dahin viele Jahre als Gefängnis gedient. In der Folgezeit wurde die Ausstellung aus dem Schloss ebenfalls Zug um Zug nach hier verlagert. Allgemein bezeichnete man das Haus ab jetzt als Heimatmuseum Bensberg. Ein schwerer Brand vernichtete 1952 den Vortragssaal mit seinen lokalhistorisch wichtigen Gemälden und den wenigen noch vorhandenen barocken Inventarstücken aus dem Schloss Bensberg. Im Laufe der Jahre wuchs die Erkenntnis, dass man konzeptionelle und bauliche Veränderungen vornehmen müsse. Am 11. September 1981 konnte das neue Bergische Museum für Bergbau, Handwerk und Gewerbe der Öffentlichkeit in einem Festakt übergeben werden.

## Denkmal
- Das Hauptgebäude des Museums Burggraben 17–21 wurde als Nr. 21 in die Liste der Baudenkmäler in Bergisch Gladbach eingetragen. Es handelt sich dabei um das Türmchenhaus mit Glockenreiter als Teil des ehemaligen Kesselshof. Dieser war um 1500 durch Wetzel von Bottlenberg mit dem Beinamen Kessel erbaut worden. Er war herzoglicher Finanzbeamter im Amt Porz; diese Tätigkeit bezeichnete man als Kellner. Das Gebäude wurde 1927 von der Gemeinde Bensberg erworben und 1932 als Heimatmuseum eröffnet. Dazu gehört das Bruchsteinhaus mit Fachwerkgiebel. Es befand sich bereits ab 1851 im Besitz des Kantons Bensberg und wurde als Polizeigefängnis genutzt[3]
- Der Komplex der Fachwerkhäuser Burggraben 9–13 (Verwaltung, Schulklasse und Bandweberei) trägt die Nr. 22 in der Liste der Baudenkmäler. Die Gebäude stammen aus dem 18./19. Jahrhundert.[3]

## Häuser/Abteilungen
- Hauptgebäude
  - Bergbau im Bensberger Erzrevier
  - Fachwerkarchitektur
  - Häusliches Leben
  - Häusliche Textilherstellung
  - Schloss Bensberg
- Burggraben 9–13
  - Kupferschmiede
  - Museumsschule (Dependance des Schulmuseums Bergisch Gladbach – Sammlung Cüppers)
  - Bandweberei
- Lederverarbeitung
- Hammerwerk
- Kettenschmiede
- Stellmacherei
- Schmiede
- Handwerkerwohnhaus
- Scheune
- Backhaus

## Schriften
- Wolfgang Vomm: Das Bergische Museum für Bergbau, Handwerk und Gewerbe, Ein Begleitbuch für den Museumsbesucher, Bergisch Gladbach 1988
- Informationsblätter zu Geschichte, Konzeption, Sammlungen und einzelnen Themenbereichen des Bergischen Museums für Bergbau, Handwerk und Gewerbe, 1. Auflage 1982, in den Folgejahren erschienen jährlich mindestens vier Blätter.
- Herbert Stahl (Redaktion), Gerhard Geurts, Herbert Ommer: Das Erbe des Erzes – Die Grube Weiß. Herausgegeben vom Förderverein des Bergischen Museums für Bergbau, Handwerk und Gewerbe,  Bergisch Gladbach 2003, ISBN 3-00-011243-X
- Herbert Stahl (Redaktion), Gerhard Geurts, Herbert Ommer: Das Erbe des Erzes, Band 2, Die Gruben auf den Gangerzlagerstätten im Erzrevier Bensberg. Herausgegeben vom Förderverein des Bergischen Museums für Bergbau, Handwerk und Gewerbe,   Köln 2004, ISBN 3-00-014668-7